# Sonsbeck

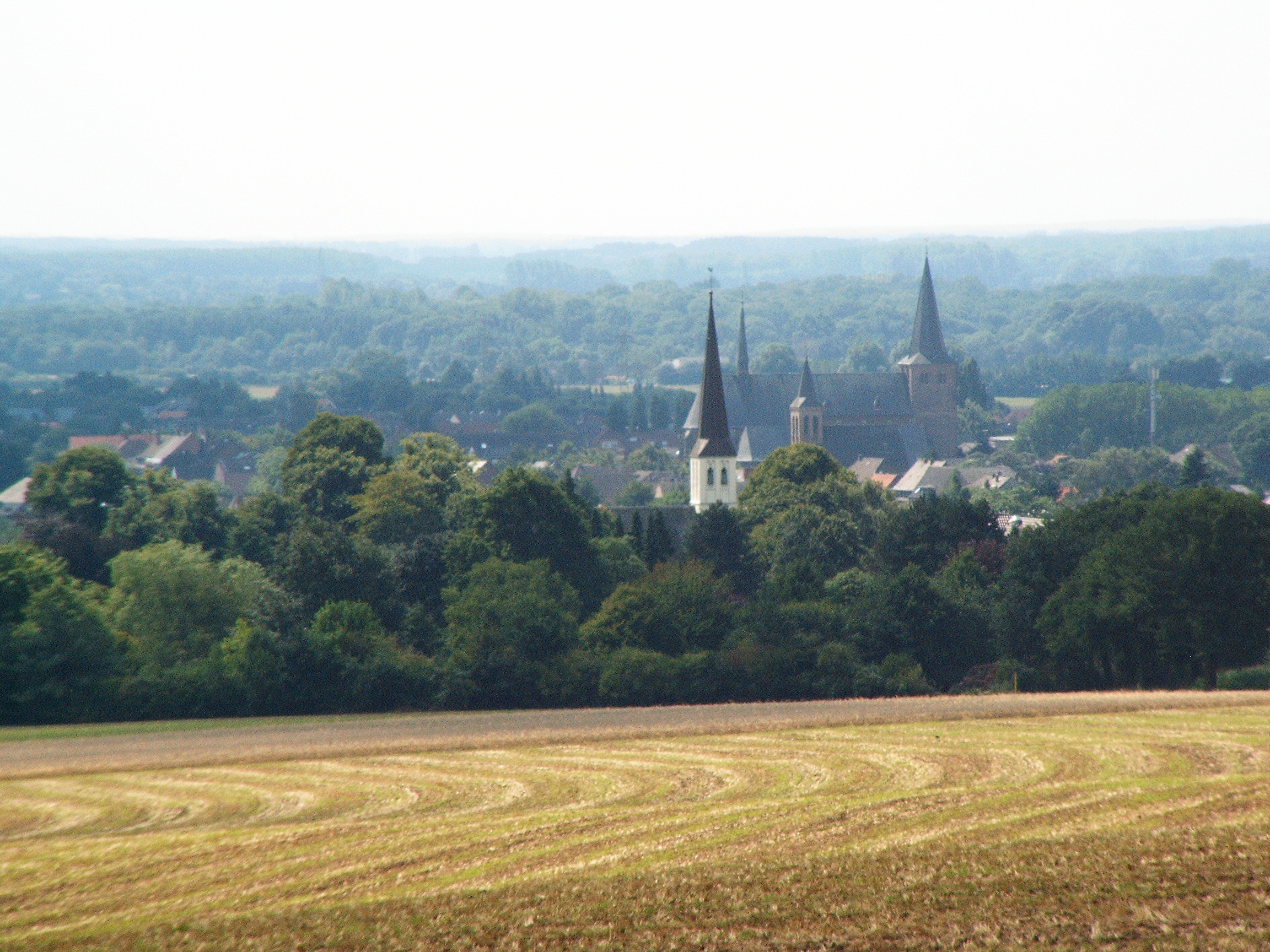
Sonsbeck am Fuße der Sonsbecker Schweiz

Die Gemeinde Sonsbeck liegt am unteren Niederrhein im Nordwesten des Bundeslands Nordrhein-Westfalen und ist eine kreisangehörige Gemeinde des Kreises Wesel im Regierungsbezirk Düsseldorf. Sie ist Mitglied der Euregio Rhein-Waal.

## Geografie

### Räumliche Lage
Die Gemeinde Sonsbeck liegt am unteren Niederrhein an der Westgrenze des Kreises Wesel zum Kreis Kleve, 8 km südwestlich von Xanten, 11 km nordöstlich von Geldern und 17 km südwestlich der Kreisstadt Wesel.

### Gemeindegebiet

Lage des Ortsteils Sonsbeck in Sonsbeck

Die Gemeinde Sonsbeck hat eine Gesamtfläche von 55,28 km². Der Süden der Gemeinde wird durch die Niersniederung und die Ausläufer der Bönninghardt geprägt. Im Norden erhebt sich die sogenannte Sonsbecker Schweiz, ein Abschnitt des Niederrheinischen Höhenzugs. Der höchste Punkt im Gemeindegebiet liegt bei 87,20 m über NN. Teile der Naturschutzgebiete Grenzdyck und Uedemer Hochwald liegen im Gemeindegebiet.
Sonsbeck gliedert sich in die drei amtlichen Ortschaften Sonsbeck, Hamb und Labbeck.

### Nachbargemeinden/-städte
Die Gemeinde Sonsbeck grenzt im Norden an die Gemeinde Uedem (Kreis Kleve), im Osten an die Stadt Xanten und die Gemeinde Alpen (beide Kreis Wesel), im Süden an die Gemeinde Issum und die Stadt Geldern sowie im Westen an die Stadt Kevelaer (alle Kreis Kleve).

### Klima
In Sonsbeck liegt die Lufttemperatur im Jahresmittel bei rund 10 °C. Vorherrschende Windrichtung im Jahresdurchschnitt ist West. Die Niederschlagsrate von Mai bis Juli beträgt 180 bis 200 mm.

## Geschichte

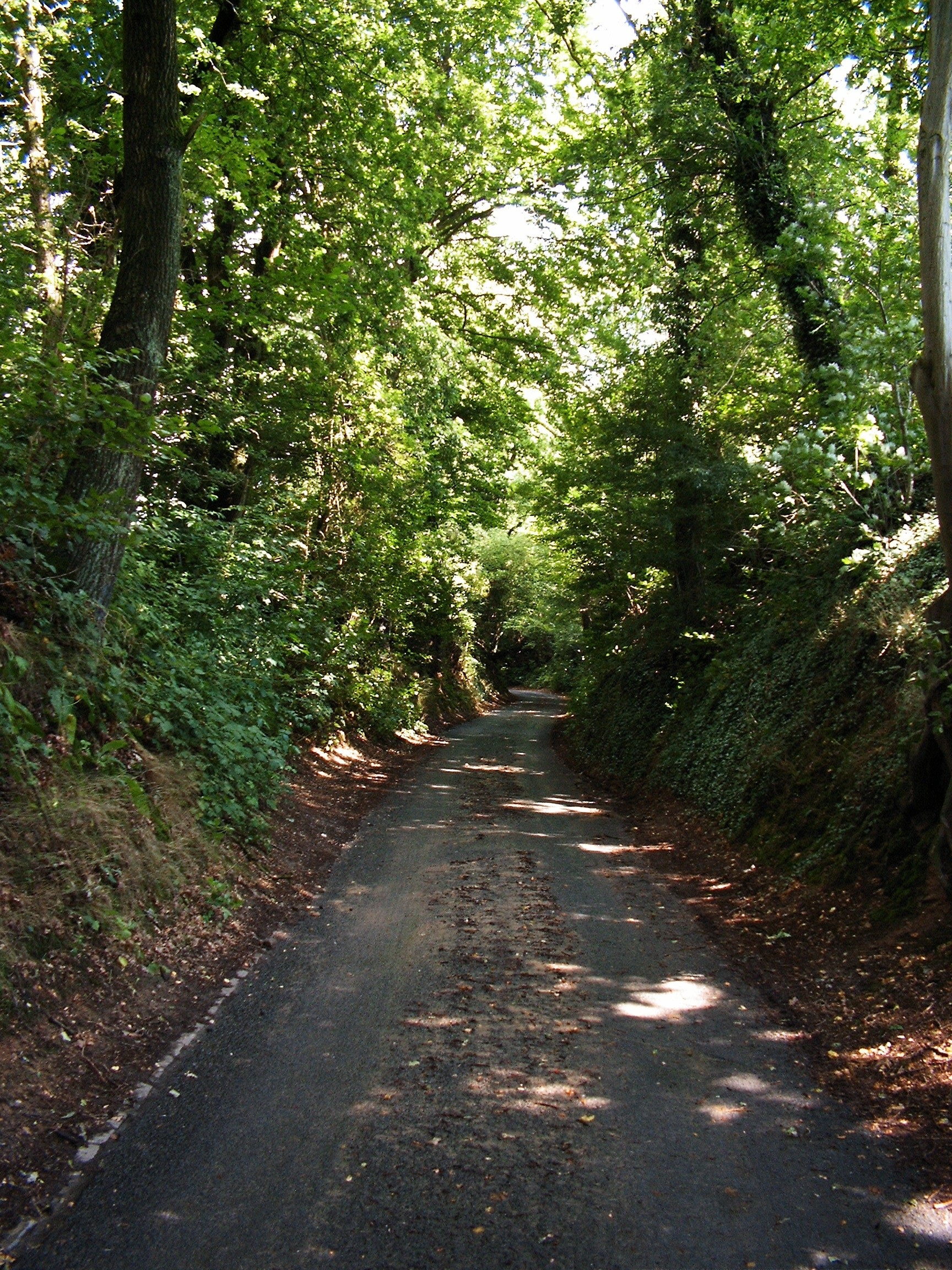
Hohlweg Dassendahl

Die Selbständigkeit des heutigen Sonsbecks begann mit der Verleihung der Stadtrechte durch den Grafen Theodor von Cleve am 14. Dezember 1320. Wie lang die Besiedlung des Raumes zuvor angedauert hat, kann nur geschätzt werden; doch dürften es mehr als 200 Jahre gewesen sein. Die frühere Ortsbezeichnung „Suangochesboch“, woraus später „Sungesbeek“ und der heutige Ortsname „Sonsbeck“ entstanden, wurde erstmals um 862 urkundlich erwähnt, so dass auch eine frühere Besiedlung nicht ausgeschlossen werden kann. Die Bezeichnung als „Suangochesboch“ liefert dazu zweideutige Hinweise, kann sie doch vom lateinischen „sus“ (= Schwein) als „Schweinebach“, also unbewohntes Weideland, gedeutet werden, sowohl als auch über das niederfränkische „soneman“ (= Schiedsmann). Demnach wäre es der Bach, an dem der Schiedsmann, der Richter, wohnte. Eine dritte Möglichkeit ergibt sich aus dem keltischen Wort „seann“ (= alt, lange bestehend). In diesem Fall wäre Sonsbeck der „alte Bach“. Vom namensgebenden Bach, dessen Quelle schon zu Beginn des Mittelalters versiegt sein muss, zeugt heute nur noch ein schmales Tal von der Sonsbecker Schweiz in Richtung der Ortschaft Labbeck, das „Dassental“.

### Antike

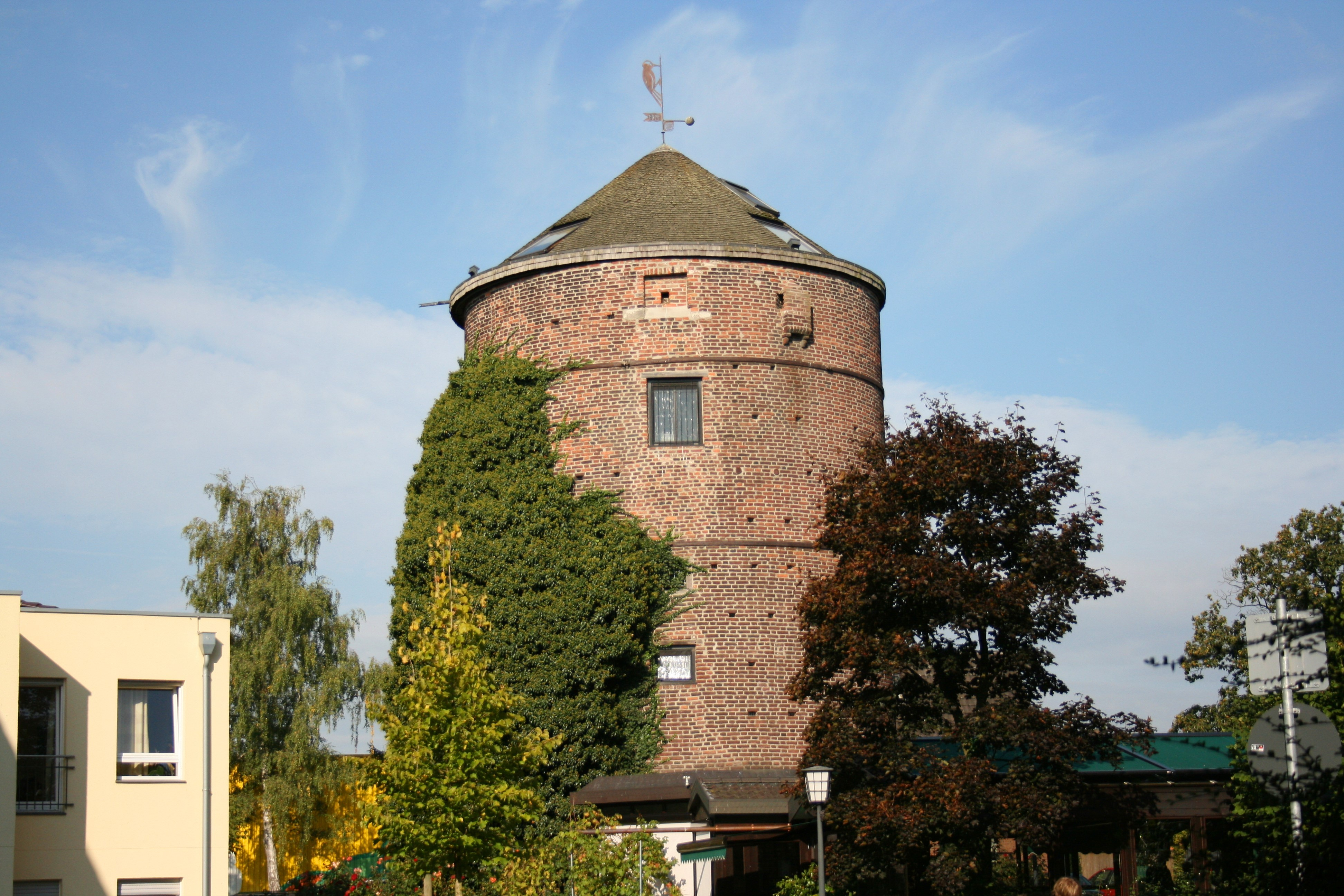
Der Römerturm

Bereits während der Antike legten Römer auf dem Balberg in der Sonsbecker Schweiz einen Wachturm zur Sicherung der Heerstraße zwischen Vetera (nahe dem heutigen Xanten) und Blerick (Niederlande) an. Später wurde dieser zu einer Wehr- und Wohnburg der klevischen Grafen und Herzöge ausgebaut. Der 1417 errichtete Rundturm ist bis heute erhalten und trägt in Anlehnung an seine Vorgeschichte den Namen „Römerturm“.

### Mittelalter

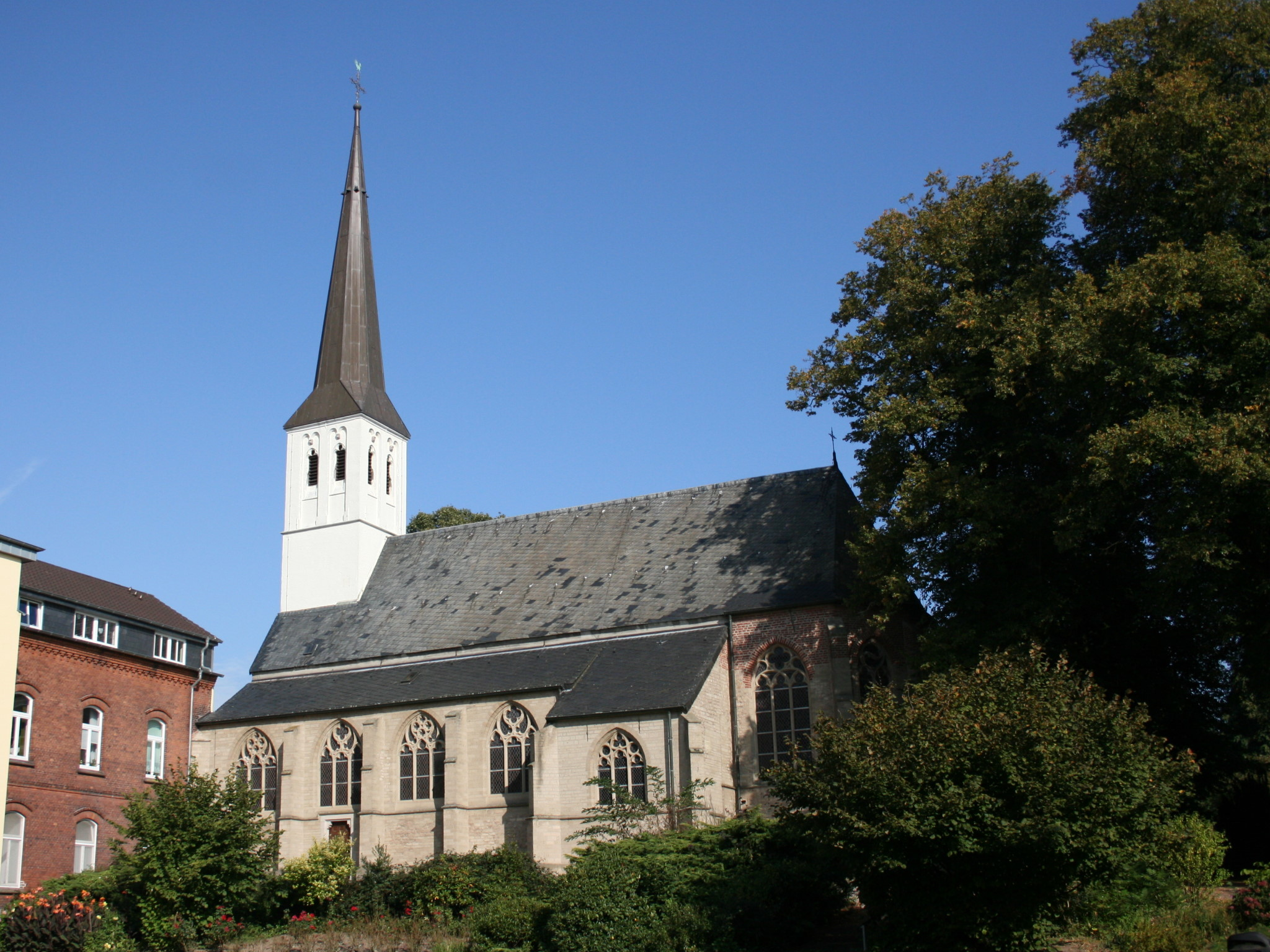
Die Gerebernuskapelle

In der Nähe der Wohnburg entstand die erste Siedlung Suangochesboch. Bald darauf entwickelte sich Sonsbeck zum Wallfahrtsort. Denn der Legende nach soll im 6./7. Jahrhundert der Priester Gerebernus am Hof eines irischen Königs Erzieher von dessen Tochter Dymphna gewesen sein. Als der König nach dem Tod seiner Frau seine Tochter zur Gattin nehmen wollte, floh Dymphna mit Gerebernus, wurde in Geel bei Antwerpen vom Vater entdeckt und erlitt gemeinsam mit Gerebernus den Märtyrertod. Der Legende nach wurden die Reliquien des Gerebernus bis auf den Kopf von „Räubern aus Xanten“ aus Geel entwendet. Sie gelangten daraufhin nach Sonsbeck, wo eine Kapelle errichtet wurde, die bis zum Zweiten Weltkrieg Wallfahrtskapelle blieb.

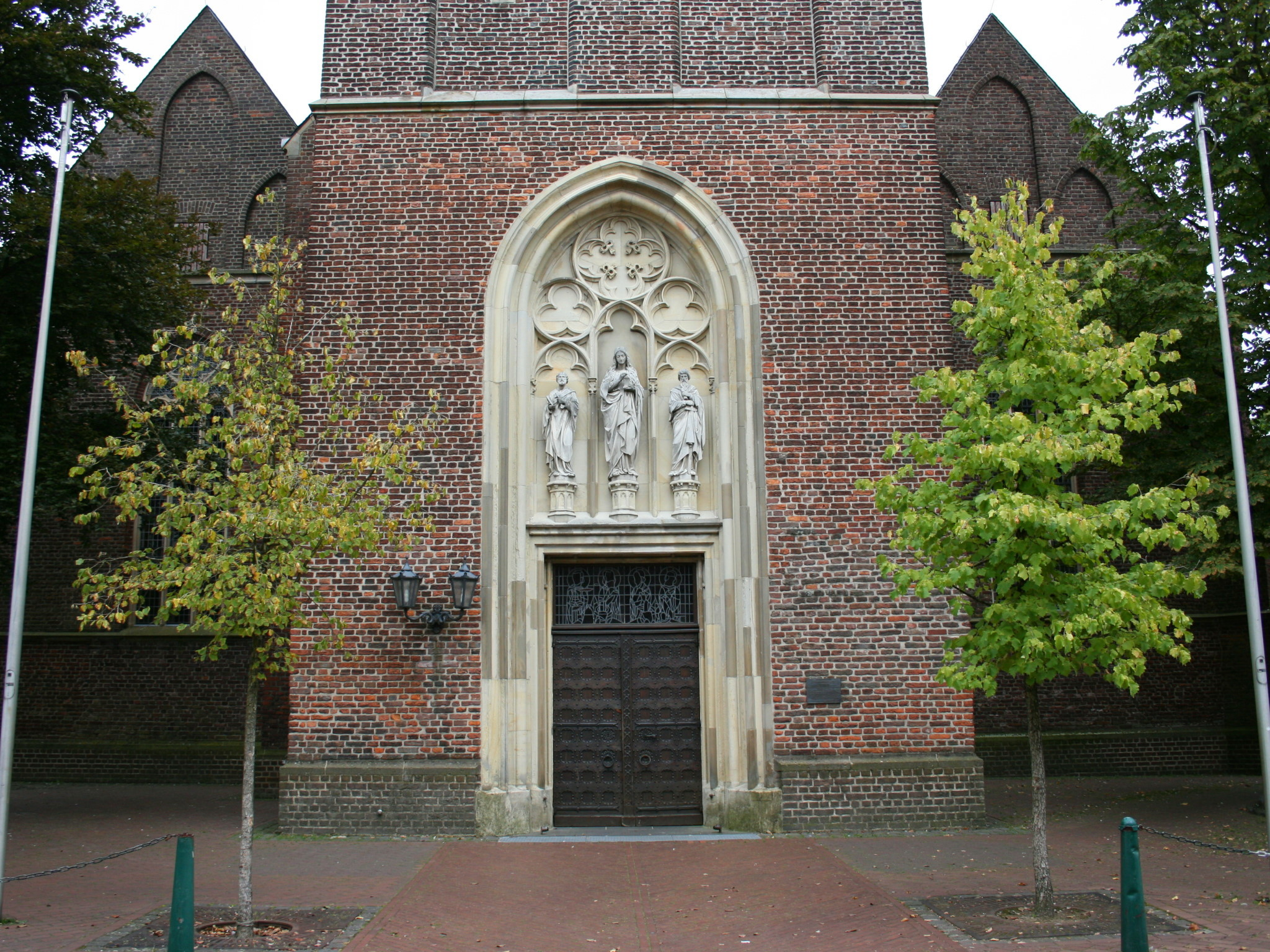
Eingang zur katholischen Kirche
St. Maria Magdalena

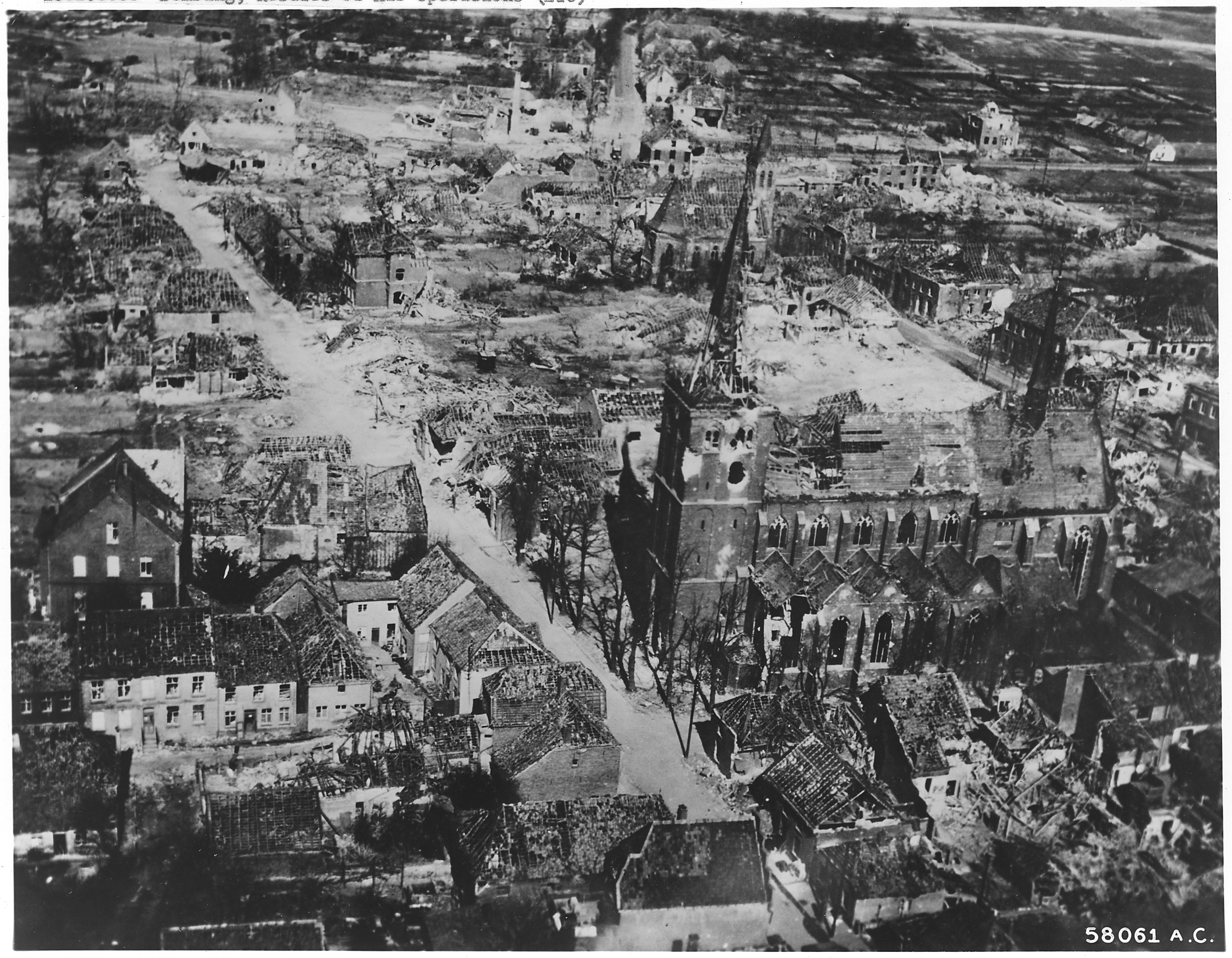
Sonsbeck 1945

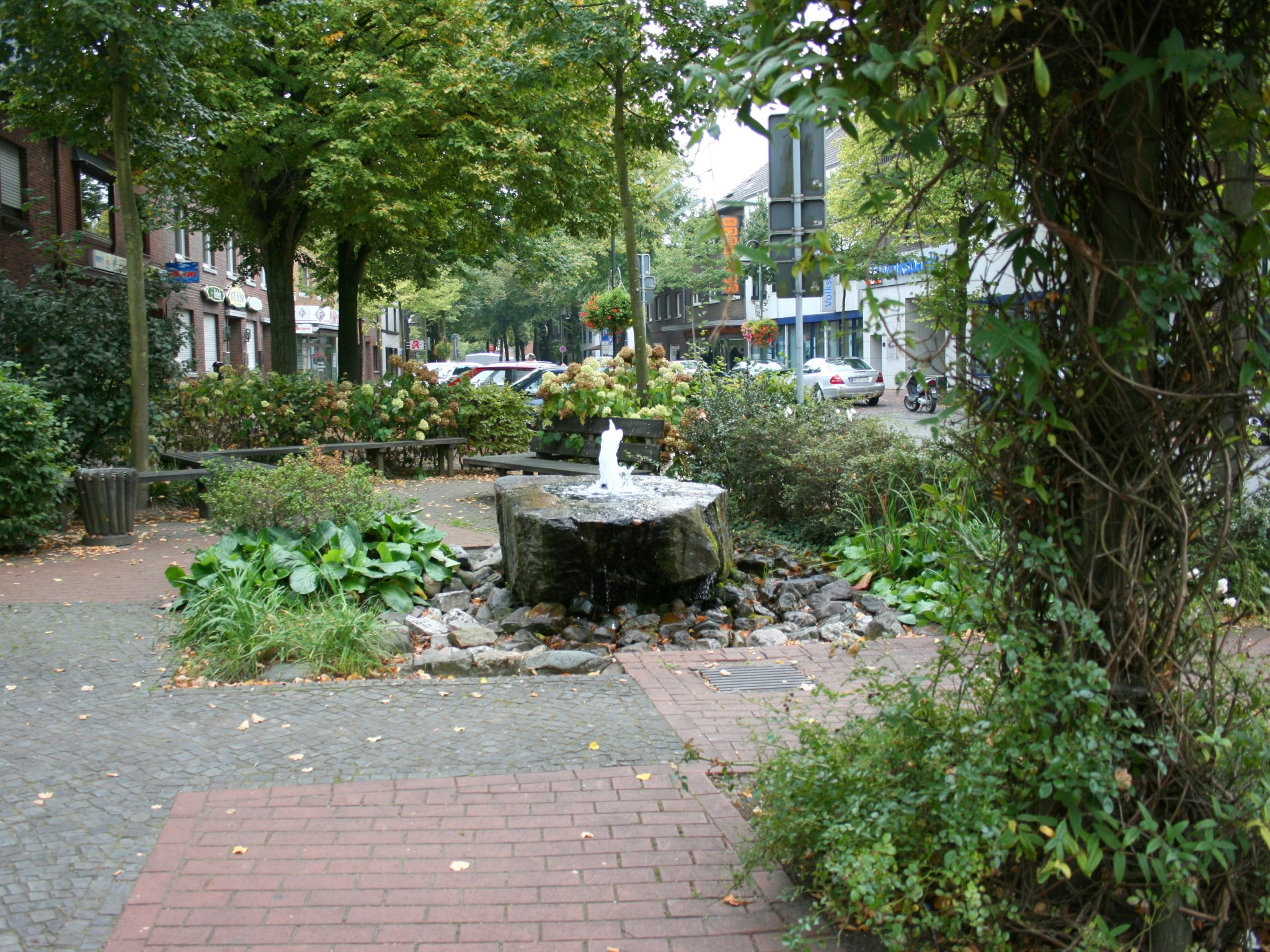
Die Hochstraße

1203 wurde die Sonsbecker Kapelle von der Kirchengemeinde des Xantener Viktorstifts getrennt und zur Pfarrei erhoben. Zur gleichen Zeit entwickelte sich unweit am Fuß der Sonsbecker Schweiz eine weitere Siedlung, die den Namen der bereits bestehenden Siedlung übernahm und 1320 durch Graf Dietrich IX. von Kleve Stadtrecht verliehen bekam. Sie wurde in der folgenden Zeit mit einer Stadtmauer befestigt, deren Bau um 1420 abgeschlossen war. Die Mauer umfasste auch eine Burg der Grafen von Kleve, die 1641 zerstört wurde. Das bedeutendste erhaltene Baudenkmal dieser Siedlung ist die Magdalenenkirche, die 1431 fertiggestellt wurde. Papst Eugen IV. ordnete im gleichen Jahr die Übertragung des Taufsteins an die Magdalenakirche an, die alte Pfarrkirche sollte jedoch erhalten und die fromme Übung der Wallfahrt bewahrt werden. Ebenfalls 1431 erhielt Sonsbeck das Marktrecht. 1478 wurde St. Gerebernus an Stelle der ersten Pfarrkapelle errichtet.

### Neuzeit
Besondere Bedeutung hatte wie für die gesamte Region auch für Sonsbeck der um die Wende des 16. Jahrhunderts beginnende Jülich-Klevische Erbfolgestreit, dem bis zum Ende des Achtzigjährigen Kriegs kein länger andauernder Frieden folgen sollte. Von 1794 bis 1814 wurde Sonsbeck als Teil des linken Rheinufers durch Franzosen besetzt und ins Département de la Roer eingegliedert. Während dieser Zeit verlor die heutige Gemeinde ihre Stadtrechte und wurde zur Mairie im Kanton Xanten des Arrondissements de Clèves.
Ab 1815 gehörte Sonsbeck erneut zum Königreich Preußen und bildete eine Bürgermeisterei mit dem nahe gelegenen Hamb; diese wurde mit der Bürgermeisterei Labbeck in Personalunion verwaltet. Im Zuge der Preußischen Verwaltungsorganisation kam Sonsbeck am 23. April 1816 zum Kreis Rheinberg als einem von über 40 Landkreisen der Provinz Jülich-Kleve-Berg, der späteren Rheinprovinz, der aber schon 1823 mit dem Kreis Geldern vereinigt wurde. Diese Vereinigung wurde bereits 1857 rückgängig gemacht. Von da ab gehörte Sonsbeck zum Kreis Moers.
Während des Zweiten Weltkriegs wurde Sonsbeck, da es sich ab Februar 1945 direkt in der Frontlinie befand, zu 85 Prozent zerstört.
Am 6. März 1945 zogen erste kanadische Truppen kampflos durch Sonsbeck. Am 7. März zog das kanadische Lincoln and Welland Regiment durch Sonsbeck und stoppte am gleichen Nachmittag vor Veen (Alpen).
Auf der Kriegsgräberstätte Sonsbeck am katholischen Friedhof ruhen 348 deutsche, polnische und sowjetische Tote des Zweiten Weltkriegs. Sie fielen im Kampf um Sonsbeck oder beim alliierten Rheinübergang westlich von Wesel.
Der Sender Sonsbeck versorgte bis 2020 die Region rundfunktechnisch.

### Eingemeindungen
Am 1. Juli 1969 wurden im Zuge des ersten kommunalen Neugliederungsprogramms in Nordrhein-Westfalen die bis dahin selbständigen Gemeinden Hamb, Labbeck und Sonsbeck des ehemaligen Amtes Sonsbeck mit dem Gesetz zur Neugliederung von Gemeinden des Landkreises Moers zu einer neuen Gemeinde Sonsbeck zusammengeschlossen. Seit dem 1. Januar 1975 gehört Sonsbeck aufgrund des Niederrhein-Gesetzes zum Kreis Wesel, in dem der frühere Kreis Moers aufging.

### Bevölkerungsstruktur
Am 31. Dezember 2004 zählte die Gemeinde Sonsbeck 8646 Einwohner, von denen 64,0 Prozent der römisch-katholischen, 20,4 Prozent der evangelischen und 15,6 Prozent anderen Konfessionen angehörten. Der Ausländeranteil lag bei 3,9 Prozent.

### Bevölkerungsentwicklung
Amtliche Wohnbevölkerung am 31. Dezember, 1961 am 6. Juni (Volkszählungsergebnis):
| Jahr | Einwohner |
| ---- | --------- |
| 1939 | 4.700     |
| 1950 | 5.000     |
| 1961 | 5.343     |
| 1970 | 6.000     |
| 1977 | 6.560     |
| 1979 | 6.804     |
| 1984 | 6.824     |
| 1985 | 6.827     |
| 1986 | 6.847     |
| 1987 | 6.927     |
| 1988 | 6.961     |

| Jahr | Einwohner |
| ---- | --------- |
| 1989 | 7.008     |
| 1990 | 7.150     |
| 1991 | 7.358     |
| 1992 | 7.500     |
| 1993 | 7.457     |
| 1994 | 7.511     |
| 1995 | 7.530     |
| 1996 | 7.847     |
| 1997 | 8.116     |
| 1998 | 8.200     |
| 1999 | 8.312     |

| Jahr | Einwohner |
| ---- | --------- |
| 2000 | 8.573     |
| 2001 | 8.687     |
| 2004 | 8.646     |
| 2005 | 8.671     |
| 2006 | 8.686     |
| 2007 | 8.623     |
| 2012 | 8.655     |
| 2013 | 8.610     |
| 2022 | 8.747     |

## Politik

### Ergebnisse der Kommunalwahlen 2020 in Sonsbeck
Die Sitze im Stadtrat verteilen sich nach dem Ergebnis der Kommunalwahl 2020 folgendermaßen auf die einzelnen Parteien:
| Partei | Stimmen | % (2020) | % (2014) | +/− | Sitze (2020) | Sitze (2014) | +/− |
| --- | --- | --- | --- | --- | --- | --- | --- |
| CDU | 2.310 | 53,0 % | 55,4 % | −2,4 % | 14 | 15 | −1 |
| Bündnis 90/Die Grünen | 0.678 | 15,6 % | 09,0 % | +6,6 % | 04 | 02 | +2 |
| SPD | 0.581 | 13,3 % | 17,1 % | −3,8 % | 03 | 04 | −1 |
| B.I.S. | 0.454 | 10,4 % | 08,9 % | +1,5 % | 03 | 02 | +1 |
| FDP | 0.336 | 07,7 % | 09,6 % | −1,9 % | 02 | 03 | −1 |
| Gültige Stimmen | 4.359 | | | | | | |
| Ungültige Stimmen | 0.075 | | | | | | |
| Stimmen Insgesamt | 4.434 | | | | 26 | 26 | ±0 |
| Wahlberechtigte | 7.432 | 59,7 % | 59,3 % | +0,4 % | | | |
| Ratswahl 13.09.2020 SonsbeckWahlbeteiligung von 59,7 % 6050403020100 53,0 %15,6 %13,3 %10,4 %7,7 % CDUGrüneSPDB.I.S.dFDPGewinne und Verlusteim Vergleich zu 2014 %p 8 6 4 2 0 −2 −4−2,4 %p+6,6 %p−3,8 %p+1,5 %p−1,9 %pCDUGrüneSPDB.I.S.FDPAnmerkungen:d Bürger in Sonsbeck | Ratswahl 13.09.2020 SonsbeckWahlbeteiligung von 59,7 % 6050403020100 53,0 %15,6 %13,3 %10,4 %7,7 % CDUGrüneSPDB.I.S.dFDPGewinne und Verlusteim Vergleich zu 2014 %p 8 6 4 2 0 −2 −4−2,4 %p+6,6 %p−3,8 %p+1,5 %p−1,9 %pCDUGrüneSPDB.I.S.FDPAnmerkungen:d Bürger in Sonsbeck | Ratswahl 13.09.2020 SonsbeckWahlbeteiligung von 59,7 % 6050403020100 53,0 %15,6 %13,3 %10,4 %7,7 % CDUGrüneSPDB.I.S.dFDPGewinne und Verlusteim Vergleich zu 2014 %p 8 6 4 2 0 −2 −4−2,4 %p+6,6 %p−3,8 %p+1,5 %p−1,9 %pCDUGrüneSPDB.I.S.FDPAnmerkungen:d Bürger in Sonsbeck | Ratswahl 13.09.2020 SonsbeckWahlbeteiligung von 59,7 % 6050403020100 53,0 %15,6 %13,3 %10,4 %7,7 % CDUGrüneSPDB.I.S.dFDPGewinne und Verlusteim Vergleich zu 2014 %p 8 6 4 2 0 −2 −4−2,4 %p+6,6 %p−3,8 %p+1,5 %p−1,9 %pCDUGrüneSPDB.I.S.FDPAnmerkungen:d Bürger in Sonsbeck | Sitzverteilung Ratswahl 13.09.2020 SonsbeckInsgesamt 26 Sitze - SPD: 3 - Grüne: 4 - CDU: 14 - FDP: 2 - Sonst.: 3 Sonstige: (3 Sitze) > „B.I.S.“ = 3 Sitze | Sitzverteilung Ratswahl 13.09.2020 SonsbeckInsgesamt 26 Sitze - SPD: 3 - Grüne: 4 - CDU: 14 - FDP: 2 - Sonst.: 3 Sonstige: (3 Sitze) > „B.I.S.“ = 3 Sitze | Sitzverteilung Ratswahl 13.09.2020 SonsbeckInsgesamt 26 Sitze - SPD: 3 - Grüne: 4 - CDU: 14 - FDP: 2 - Sonst.: 3 Sonstige: (3 Sitze) > „B.I.S.“ = 3 Sitze | Sitzverteilung Ratswahl 13.09.2020 SonsbeckInsgesamt 26 Sitze - SPD: 3 - Grüne: 4 - CDU: 14 - FDP: 2 - Sonst.: 3 Sonstige: (3 Sitze) > „B.I.S.“ = 3 Sitze |

### Bürgermeister

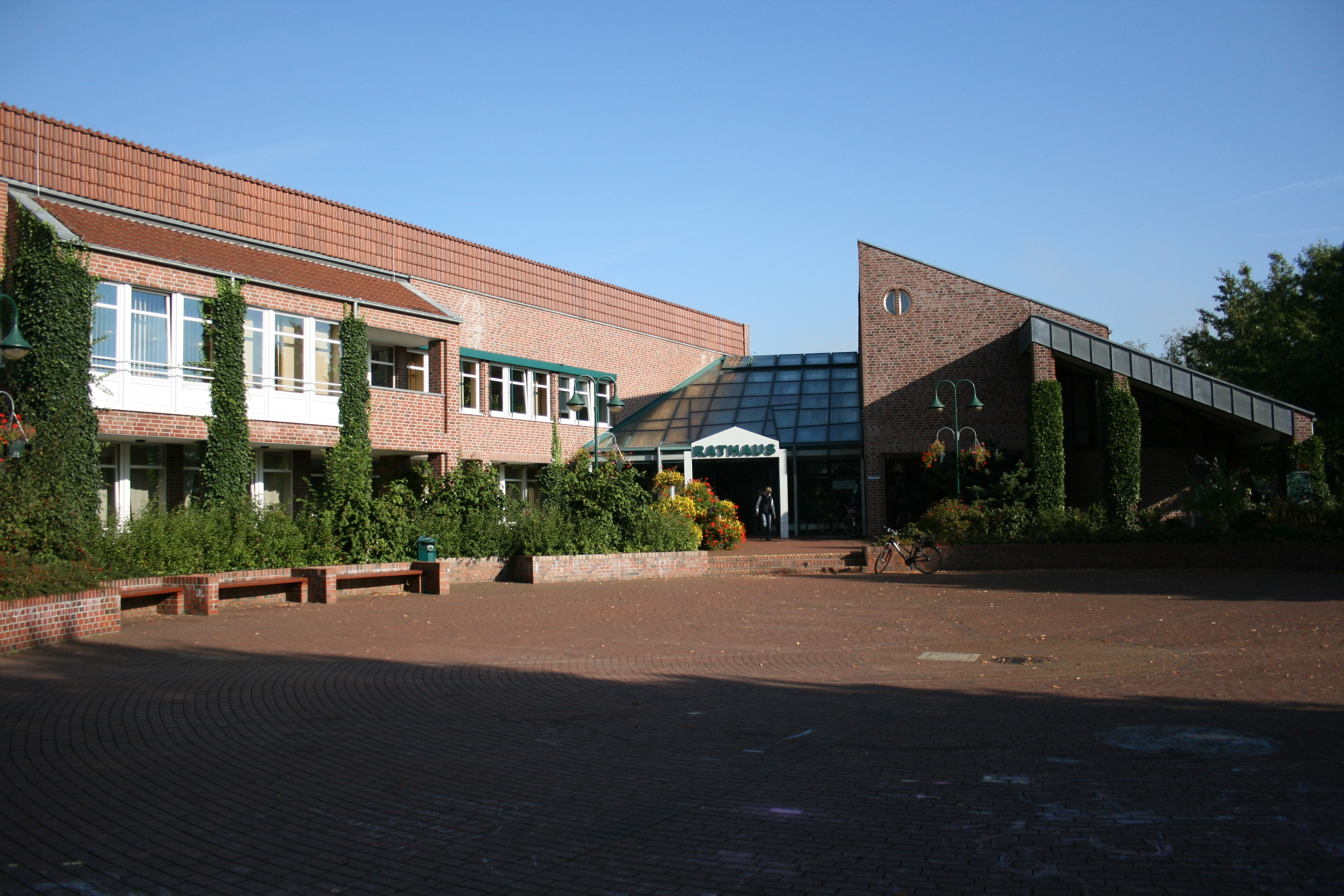
Das neue Rathaus

Bürgermeister der Gemeinde Sonsbeck ist Nadine Bogedain (gemeinsamer Wahlvorschlag Grüne-SPD-B.I.S.-FDP). Sie wurde bei der Bürgermeisterwahl am 12. November 2023 mit 66,85 % gewählt.

### Wappen, Siegel, und Banner
Der Gemeinde Sonsbeck ist mit Urkunde des Regierungspräsidenten von Düsseldorf vom 9. September 1970 das Recht zur Führung eines Wappens, eines Banners und eines Siegels verliehen worden.

Wappen
Wappen der Gemeinde Sonsbeck bis 1970
Banner
Siegel
Wappen der ehem. Gemeinde Hamb
Wappen der ehem. Gemeinde Labbeck
Wappen des ehem. Amtes Sonsbeck

Blasonierung: „Das Wappen zeigt in rot eine neunzehnstrahlige goldene (gelbe) Sonne, über die ganze Schildbreite belegt mit einem erniedrigten blauen Wellenbalken, dieser oben begleitet von einem dreizinnigen roten Mauerstück.“
Das Wappen knüpft an das Amtswappen an; bereits ältere Siegel führten „redende Zeichen“ (Sons- (Sonne), -beck (Bach)); das Mauerstück erinnert an die einstigen Stadtrechte bis 1800.
Das Siegel erhält als Umschrift – Gemeinde Sonsbeck Kreis Wesel – in Form einer Münzlegende und als Siegelbild im schwarzen Kreis eine neunzehnstrahlige weiße Sonne, über die ganze Breite belegt mit einem erniedrigten Wellenbalken im Umriss mit zwei Strukturlinien, dieser oben begleitet von einem dreizinnigen schwarzen Mauerstück.
Die Flagge (Banner) ist im Verhältnis 1 : 1 : 1 längsgestreift in den Farben gelb – blau – gelb. Das weiße Bannerhaupt zeigt das Wappen der Gemeinde.

### Städtepartnerschaft
Sonsbeck unterhält eine Partnerschaft mit der englischen Stadt Sandwich in Kent.

## Sehenswürdigkeiten
- St.-Gerebernus-Kapelle

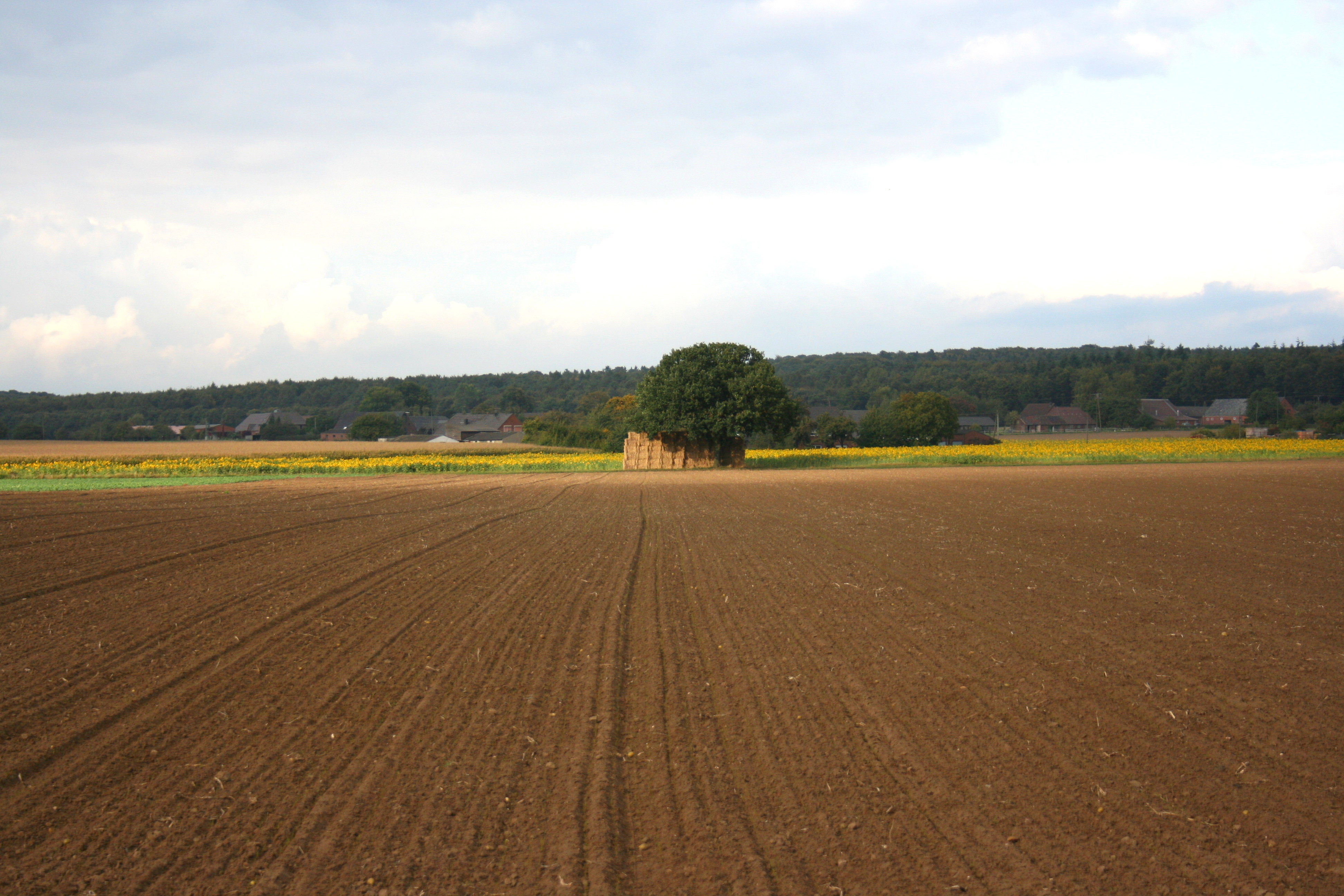
Landwirtschaftlich geprägte Landschaft mit der Sonsbecker Schweiz im Hintergrund

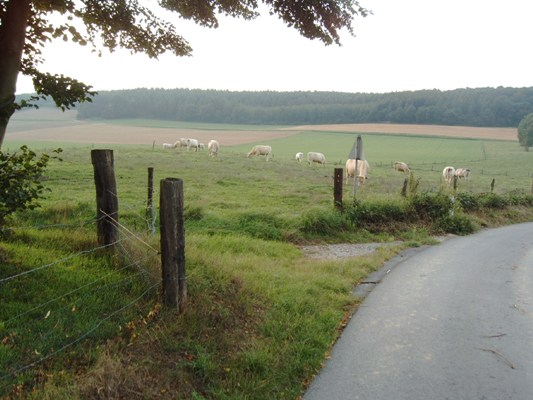
Sonsbecker Schweiz

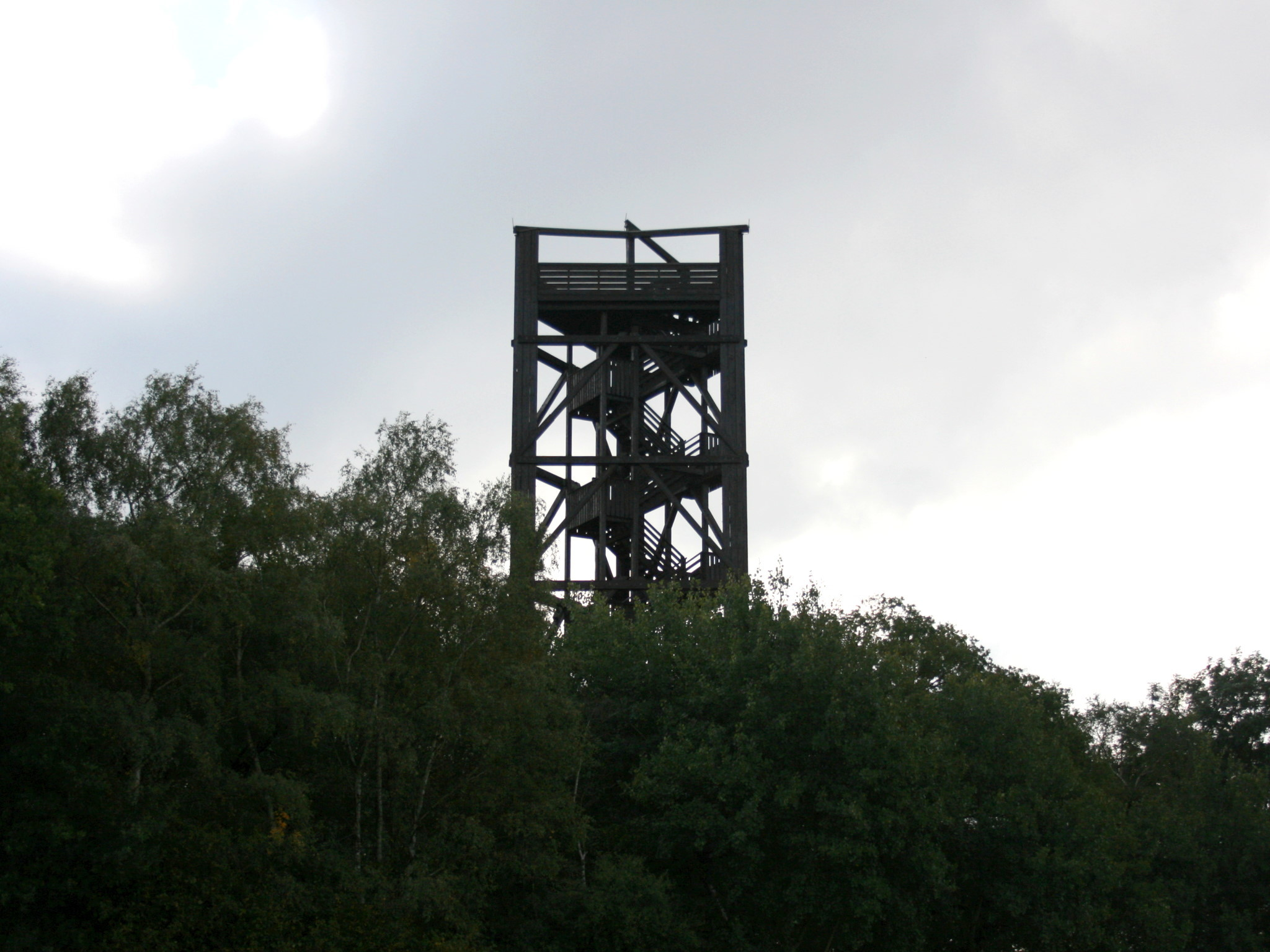
Der ehemalige Aussichtsturm am Dürsberg

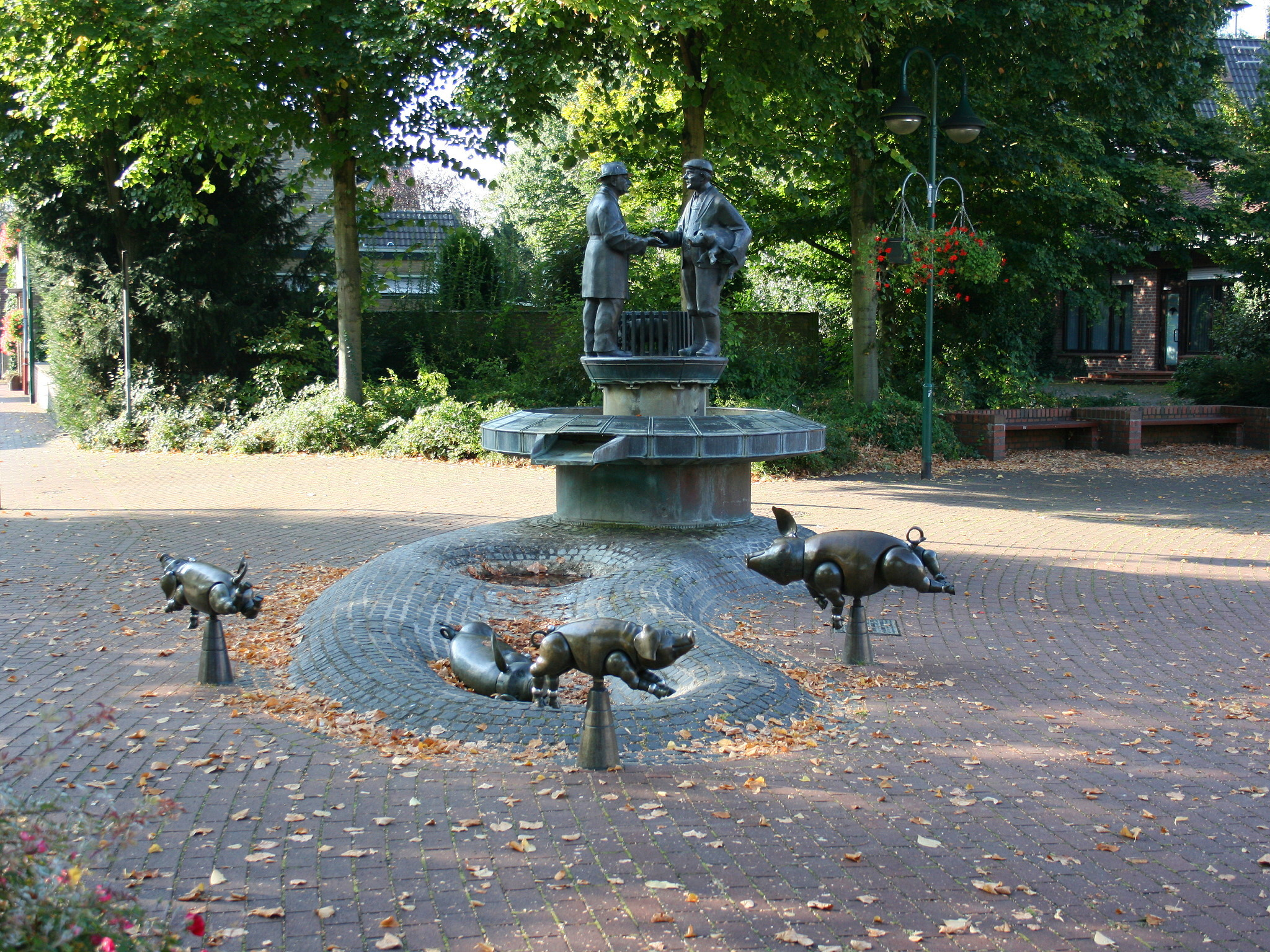
Ferkelmarktbrunnen vor dem Rathaus

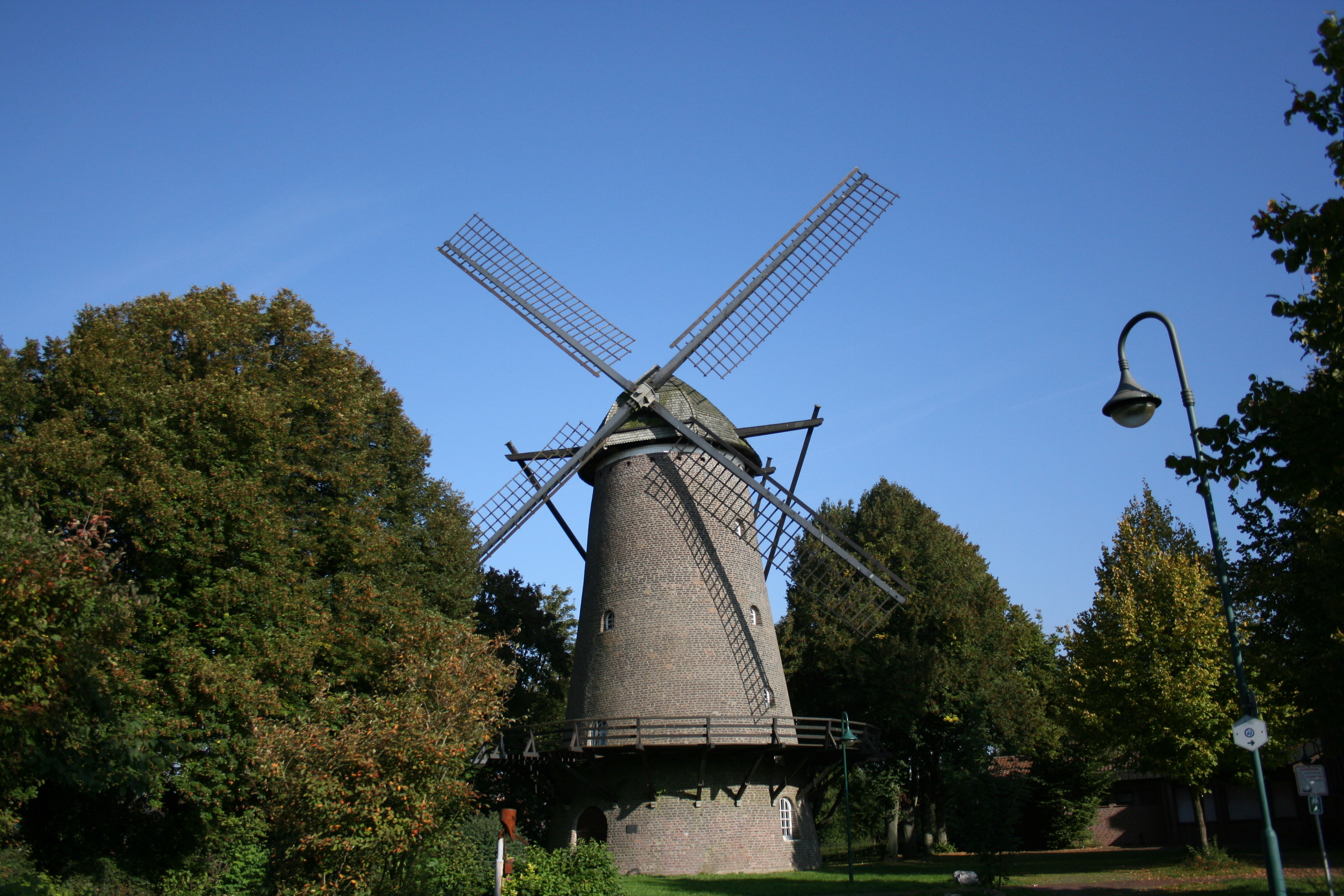
Gommansche Mühle

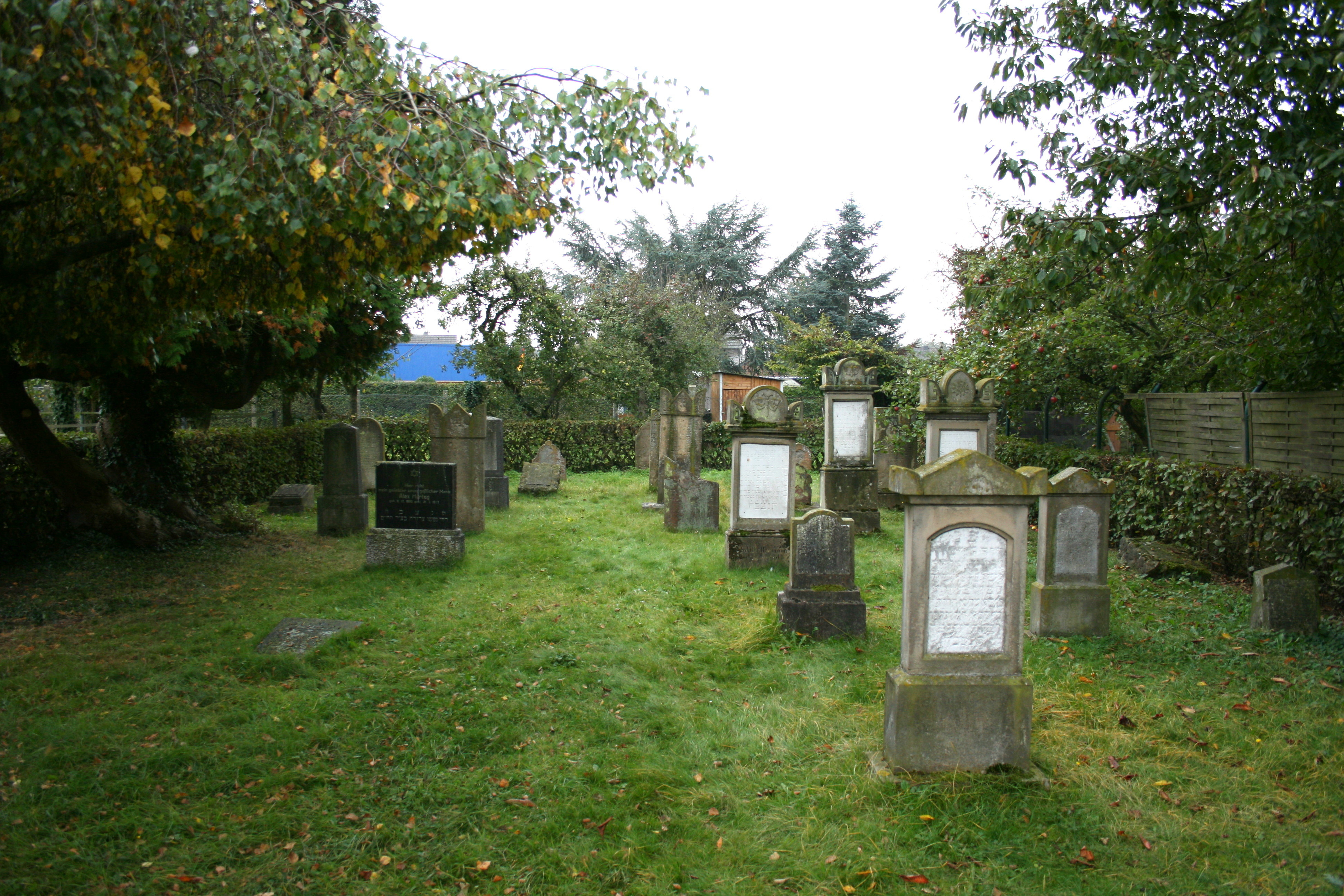
Jüdischer Friedhof

- Katholische Kirche St. Maria Magdalena
- Evangelische Kirche
- Gommansche Mühle
- Römerturm
- Aussichtsturm auf dem Dürsberg, eine Stahl-Holzkonstruktion von 2021
- Pauenhof Dharmasala: Tibetisch-buddhistisches Zentrum
- Traktoren-Museum Pauenhof: Privates Museum auf der Route der Industriekultur, mit über 400 Traktoren
- Keramikmuseum Tietz: private Ausstellung über Josef Hehl
- St.-Antonius-Kapelle im Ortsteil Hamb
- St. Mariä Empfängnis in Labbeck
- Pestkreuz im Ortsteil Labbeck
- Windmühle im Ortsteil Labbeck
- Forsthaus Hasenacker
- Jüdischer Friedhof
- Sonsbecker Schweiz mit Geowanderweg Sonsbeck

## Sport
Der ersten Mannschaft der Fußballabteilung des SV Sonsbeck, des größten Sonsbecker Sportvereins, gelang 2004 der Aufstieg in die Verbandsliga Niederrhein, aus der sie mittlerweile wieder in die Landesliga abgestiegen ist. Zur Saison 2010/2011 ist die Mannschaft in die neue Niederrheinliga (ehem. Verbandsliga Niederrhein) aufgestiegen. Seit der Saison 2012/2013 tritt die erste Mannschaft des SVS in der nun fünftklassigen Oberliga Niederrhein an. Die zweite Mannschaft spielt in der Bezirksliga.
Alle I. Mannschaften der Jugend des SV Sonsbeck spielen ab der Saison 2010/11 in den Leistungsklassen des Kreises Moers.
Die DJK-BV-Labbeck/Uedemerbruch ist ein Fußballverein aus dem zu Sonsbeck gehörenden Labbeck und wurde 1946 durch Wilhelm Wienemann, Franz Kempkes, Anton Eumann, Wilhelm Kempkes, Johann Schlusen, Heinrich Kappenstiel und Alfons Immens gegründet. In einer gemeinsamen Generalversammlung der Vereine DJK BV Labbeck und Sparta Uedemerbruch (gegründet am 24. Mai 1923), am 5. Juni 1969, wurde die Fusion der beiden namensgebenden Vereine beschlossen. Der neugegründete Verein trägt den Namen DJK BV Labbeck-Uedemerbruch. Als Vereinsfarben wurden die Farben grün-weiß-rot festgelegt.

## Verkehr

### Ehemaliger Eisenbahnverkehr
Der Ortsteil Labbeck besaß von 1878 bis zur Bombardierung am 21. Februar 1945 einen Bahnhof an der Strecke Boxtel–Wesel.

### Busverkehr
Die am 8. April 1925 eröffnete Omnibuslinie Sonsbeck-Geldern war die erste von der NIAG betriebene Strecke. Im öffentlichen Personennahverkehr verbindet heute die NIAG-Buslinie 36 Sonsbeck mit den Bahnhöfen Geldern und Xanten. Zusätzlich verkehrt die NIAG-Buslinie 37 an Schultagen von Sonsbeck zu den Bahnhöfen Kevelaer und Wesel. Die NIAG-Buslinie 43 fährt an Schultagen von Xanten nach Uedem. Mit ihrem Linienverlauf über Labbeck und Uedemerbruch entspricht sie in diesem Abschnitt der ehemaligen Boxteler Bahn.
Es gilt jeweils der Tarif des Verkehrsverbundes Rhein-Ruhr und tarifraumüberschreitend der NRW-Tarif. Darüber hinaus erschließt ein Bürgerbus das Gemeindegebiet und verbindet es mit Xanten. Im Bürgerbus gilt ein gesonderter Tarif. Zusätzlich bedienen zwei weitere Bürgerbuslinien Sonsbeck: der Bürgerbus Uedem verbindet ab der Haltestelle Kerstgenshof den Ortsteil Labbeck mit Uedem und der Bürgerbus Kevelaer verbindet Sonsbeck mit Kevelaer.

### Straßen
Sonsbeck ist durch die Bundesautobahn 57 (E 31) an das Fernstraßennetz angebunden. Durch die Gemeinde verlaufen 28,1 km Landes-, 10,2 km Kreisstraßen sowie 46,4 km Gemeinde- und Gemeindeverbindungsstraßen.

### Flugverkehr
Sonsbeck liegt – zusammen mit den westlichen Nachbargemeinden Winnekendonk und Kevelaer – in der Einflugschneise des Flughafens Weeze.

## Persönlichkeiten
Zu bekannten gebürtigen und mit der Gemeinde Sonsbeck verbundene Persönlichkeiten gehören Personen aus Geschichte und Religion, wie beispielsweise Johannes Heydekyn von Sonsbeck (ca. 1450–1516), Augustiner-Chorherr und Chronist im Kloster Kirschgarten (Worms) und Christian Sgrothen (um 1525–1604), Hofkartograf des spanischen Königs, Personen der Wirtschaft, aus Kunst und Kultur, sowie Militär, Sport, Wissenschaft und Politik, wie Karl-Heinz Tekath (1955–2004), Historiker und Archivar, Giacomo Thüs (* 1987), deutscher E-Sportler und Paul Hahn (* 1949), ehem. Fußballprofi bei FC Bayer Uerdingen und Chicago Sting.
Eine vollständige Liste, inklusive Bürgermeistern und Ehrenbürgern, findet sich im Hauptartikel.